# Petrus Dasypodius

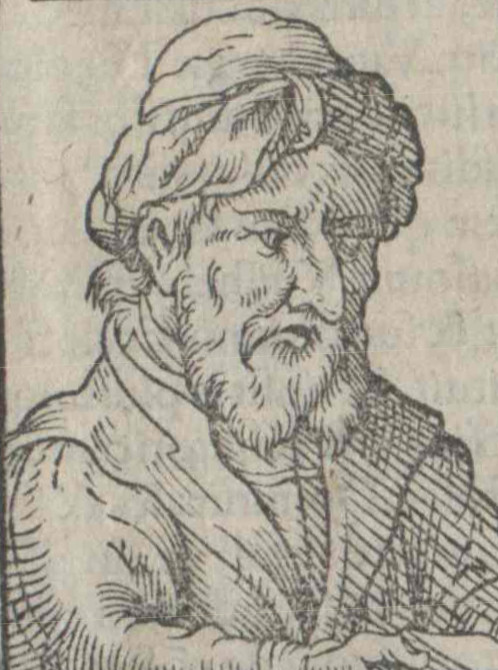
Petrus Dasypodius

Petrus Dasypodius (geboren um 1490 in oder bei Frauenfeld; gestorben am 28. Februar 1559 in Straßburg) war ein Schweizer Humanist und Verfasser eines in zahlreichen Auflagen erschienenen, sprachgeschichtlich bedeutenden lateinisch-deutschen Wörterbuchs.

## Leben
Der Name Dasypodius ist eine Latinisierung von altgriechisch δασύπους dasypous, deutsch ‚Rauchfuß‘ = Hase, von δασύς ‚dicht behaart‘. Der deutsche Name von Dasypodius ist nicht bekannt, vermutlich lautete er Hasenfratz, vielleicht auch Hasenfuß, Rauhfuß, Rauchfuß oder aber Has, Häsli oder Häslein. Dasypodius war reformierter Konfession und verheiratet. Der Name der Ehefrau ist nicht bekannt, vermutlich hieß sie Veronika. Aus dieser Ehe gingen drei Kinder hervor, darunter der Mathematiker Conrad Dasypodius, dessen Berechnungen der Konstruktion der berühmten astronomischen Uhr des Straßburger Münsters zugrunde lagen.
1524 wurde Dasypodius Kaplan in seiner Heimatstadt Frauenfeld, ab 1530 war er dort auch Schulmeister und Prediger. 1527 wurde er von dem Reformator Zwingli als Lehrer für alte Sprachen an die Fraumünsterschule in Zürich berufen, wo er bis 1529 unterrichtete. 1530 kehrte er nach Frauenfeld zurück, musste aber nach der Schlacht bei Kappel 1531 wie sein Freund Heinrich Bullinger die Heimat zusammen mit seiner Familie verlassen. Erst 1533 hatte er wieder eine Stelle, als ihm Martin Bucer auf Empfehlung von Thomas Blaurer und seinem Bruder Ambrosius die Leitung der Lateinschule des Karmeliterklosters in Straßburg übertrug. In Straßburg lernte er den einflussreichen Schulreformer Johannes Sturm kennen und übernahm ab 1538 den Unterricht der oberen Klassen des von Sturm geleiteten Gymnasiums Schola Argentoratensis in klassischen Sprachen.
1540 wurde er zum Kanonikus des Thomasstifts ernannt, 1551 wurde er dort Dekan.
In den Jahren des Unterrichts an der Lateinschule entstand das Dictionarium Latinogermanicum, ein humanistisches, alphabetisch-etymologisch organisiertes lateinisch-deutsches Schulwörterbuch, das 1535 erstmals erschien. Bereits 1536 erschien eine zweite vermehrte Auflage, da die erste Auflage auf Drängen des Druckers (Theodosius Rihel) hin übereilt publiziert worden war und einige Schwächen aufwies. Diese für die weitere Druckgeschichte maßgebliche Fassung von 1536 weist eine damals neuartige Gliederung auf, nämlich einen alphabetisch geordneten Teil, lateinisch-deutsch und deutsch-lateinisch, sowie einen onomasiologischen, also nach Sachgruppen geordneten Teil, ebenfalls lateinisch-deutsch und deutsch-lateinisch. Das Konzept für eine solche Struktur geht auf den spanischen Humanisten Antonio de Nebrija zurück.
Dasypodius’ Dictionarium sollte das erfolgreichste humanistische Schulwörterbuch werden. Allein bis 1600 erlebte es bis zu 29 Drucke, weitere sechs Drucke im 17. Jahrhundert und außerdem 17 Auflagen des sogenannten Dasypodius Catholicus, der von 1633 bis 1709 in Köln erschien. Über den rein verlegerischen Erfolg weit an Bedeutung hinausgehend ist aber der Einfluss der von Dasypodius für den deutschen Teil des Wörterbuchs gebildeten Neologismen auf die Entwicklung des Deutschen und nicht nur des Deutschen. Dasypodius’ Werk wirkte auf die deutschen Wörterbücher bis in das 19. Jahrhundert und auf die Lexikografie der
Niederlande, Böhmens, Schwedens, Ungarns und Polens. Von den fast 2000 bei Dasypodius erstmals belegten Verdeutschungen lateinischer Begriffe fand ein erheblicher Teil (ca. 30 %) Eingang in den deutschen Wortschatz, darunter Ableser, Abscheulichkeit, Angeklagte, Bargeld, Bauernhof, Bedauern, Bimsstein, Brotkasten, Einkäufer, Ernährung, Eroberung, Erzieher, Feldherr, Fingerring, Folterung, Fürstenhaus, Hässlichkeit, Halbinsel, Hülsenfrucht, Konsonant, Krampfader, Landrat, Langeweile, Missgeburt, Niederträchtigkeit, Oberarzt, Passport, Poltergeist, Raubvogel, Rechtschreibung, Schreibstube, Schrotsäge, Sinnlosigkeit, Sonnenaufgang, Sonnenschirm, Sonnenuhr, Substantiv, Überschwemmung, Unbeständigkeit, Verblendung, Verkleinerung, Verleumdung, Verlobung, Zuordnung, Zusammenziehung und Zuschauer.
Neben dem Dictionarium verfasste Dasypodius ein griechisch-lateinisches Schulwörterbuch, eine lateinische Schulkomödie in Versen (Philargyrus, 1530) und über die Straßburger Schule die Schrift De schola urbis Argentoratensis (1556).

## Werke

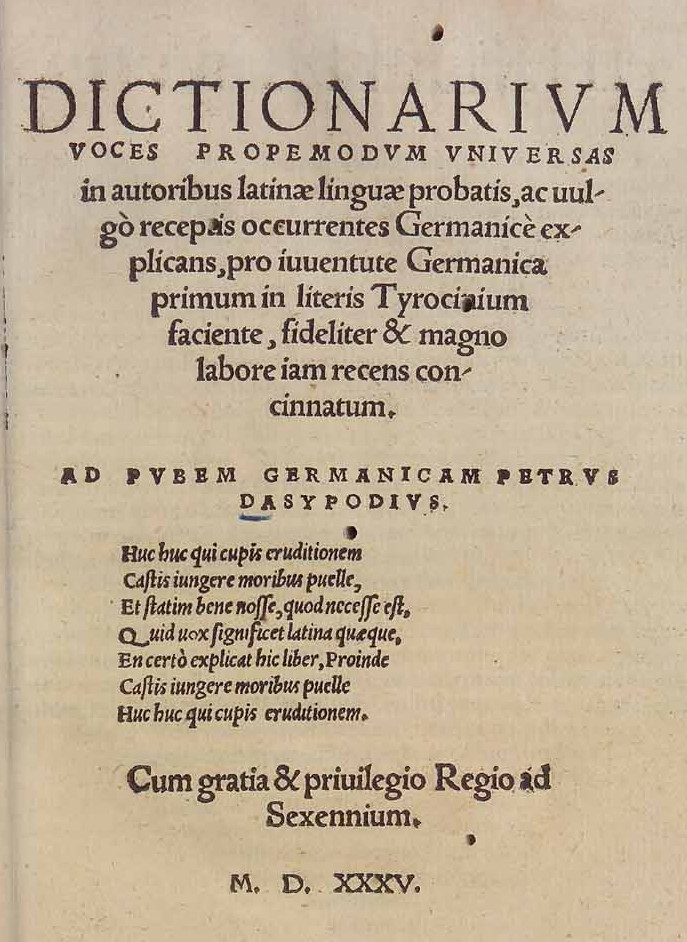
Titelblatt des Dictionariums von 1535

- Dictionarium Voces Propemodum Universas in autoribus latinae linguae probatis, ac vulgo receptis occurrentes Germanice explicans, pro iuventute Germanica primum in literis Tyrocinium faciente, fideliter et magno labore iam recens concinnatum [= Dictionarium Latinogermanicum]. Straßburg 1535, Digitalisat. 2., um ein lateinisch-deutsches Sachglossar und um deutsch-lateinische Indexteile erweiterte Auflage 1536. Neudruck: Hrsg. von Gilbert de Smet. Hildesheim / New York 1974.
- Lexikon graecolatinum in usum iuventutis Graecarum literarum studiosae, diligenter congestum. Straßburg 1539.
- De schola urbis Argentoratensis. Straßburg 1556. Neuausgabe: Hg. Dieter Launert. Transkription und Übersetzung von Dominique Brabant. Meldorf 2006.
- Philargyrus comoedia: Lusus adolescentiae. Straßburg 1565.